# 藤原基俊
藤原 基俊（ふじわら の もととし）は、平安時代後期の貴族・歌人・書家。藤原北家中御門流、右大臣・藤原俊家の四男。

## 経歴
白河院政期前期の永長元年（1096年）の時点で、既に前左衛門佐であり、その後官職に就いた形跡がなく、藤原北家の出身で藤原道長の曾孫ながら官位には恵まれず従五位上・左衛門佐にとどまった。これは、学識を誇って高慢であり、公事に怠惰でもあったためと推測されている。
鳥羽院政期前期の保延4年（1138年）に出家し、覚舜（かくしゅん）と称した。永治2年（1142年）正月16日卒去。

## = 歌人・詩人
歌壇への登場は遅かったが、歌合では作者のほか、多くの判者も務め、源俊頼と共に院政期の歌壇の指導者として活躍した。革新的な作風であった俊頼に対し、基俊の作風は古い歌風を重んじたものであったという。晩年には藤原俊成を弟子に迎えた。
『金葉和歌集』以下の勅撰和歌集に百余首入集。家集に『基俊集』がある。
- 小倉百人一首
  - ちぎりおきし させもが露を いのちにて あはれ今年の 秋もいぬめり　（『千載和歌集』雑・1023年）

漢詩文にも通じ『新撰朗詠集』を撰集している。

### 書家
書家としても名があり、現存する書跡には次のものがある。
- 多賀切

和漢朗詠集の写本の断簡。現在70葉ほどが残る。下巻末にあたる部分の断簡(陽明文庫蔵)に、本文と同筆で「永久四年（1116年）孟冬二日、扶老眼点了、愚叟基俊」と二行の奥書きがあり、さらに別筆で「おなじとし月によみはてつ」と記されている。このように年代と筆者が明記された書跡は、現存するおびただしい平安時代の遺品の中でも稀である。
- 山名切新撰朗詠集

## 官歴
- 時期不詳：従五位上[3]
- 永長元年（1096年） 3月13日：見前左衛門佐[4]
- 保延4年（1138年） 日付不詳：出家（法名・覚舜）[3]
- 永治2年（1142年） 正月16日：卒去[5]

## 系譜
『尊卑分脈』による。
- 父：藤原俊家
- 母：高階順業の娘
- 妻：藤原定成の娘
  - 男子：藤原基明（1085-1104）[6]
- 妻：源隆国の娘 - 郁芳門院乳母
  - 男子：藤原能仲
- 生母不明の子女
  - 男子：皇覚
  - 男子：猷算
  - 男子：光覚
  - 男子：実顕